# Ли, Гомер
Гомер Ли (англ. Homer Lea, кит. трад. 荷馬李, упр. 荷马李, пиньинь Hèmǎ Lǐ; 17 ноября 1876 — 1 ноября 1912) — американский авантюрист, участник Синьхайской революции, военный советник Кан Ювэя и Сунь Ятсена. Также известен как публицист, написавший несколько книг о Китае и геополитической ситуации на Дальнем Востоке.

## Ранняя биография
Родился в Денвере, штат Колорадо, в семье выходца из Теннесси. Помимо Гомера, в семье было также две дочери. Отец — Альфред Ли, был успешным бизнесменом. В 1879 году скоропостижно скончалась мать — Герса Ли, урождённая Коберли. Гомер родился здоровым ребёнком, но после падения в раннем возрасте получил тяжёлое искривление позвоночника и стал горбуном. Его рост в зрелом возрасте достигал 5 футов 3 дюймов (160 см), а вес никогда не превышал 100 фунтов (45 кг). В 12-летнем возрасте он перенёс операцию в Национальном хирургическом институте в Индианаполисе, но далее развилось дегенеративное поражение почек. Всю жизнь Гомер Ли страдал головными болями и нарушениями зрения.
В 1886—1887 годах Гомер Ли обучался в Центральной школе Боулдера, после чего переменил несколько учебных заведений, включая Приготовительный колледж Тихоокеанского университета в Сан-Хосе. Изначально Гомер хотел вступить в военную академию Вест-Пойнт, но по физическим данным был непригоден к военной службе. Тогда он решил стать юристом и поступить в Гарвардский университет, однако на обучение не хватало денег, и в семестр 1897—1898 годов он обучался в Occidental College в Лос-Анджелесе, а в 1898—1899 годах в Стэнфордском университете. Потом по состоянию здоровья он оставил учение.
Гомер Ли был заядлым читателем, а физические недостатки сделали его опытным полемистом и любителем туризма — он не считал себя инвалидом. Несмотря на нездоровье, он был хорошо развит физически, например, мог переносить грузы, равные весу собственного тела. Главным его увлечением была военная история, он особенно восхищался Наполеоном, отчасти из-за небольшого роста императора.

## Китай
В 1890 году Альфред Ли женился во второй раз и в 1894 году перевёз семью в Лос-Анджелес. После переезда в Калифорнию Гомер Ли заинтересовался Китаем. В первую очередь его привлекла возможность сделать в этой стране военную карьеру. Он стал посещать местный Чайнатаун и сдружился с китайским миссионером и журналистом У Паньчао (англ. Ng Poon Chew, кит. 伍磐超, 1866—1931), который знал его родителей. Вскоре он начал изучение кантонского диалекта. В 1899 году, оправляясь после тяжёлой болезни, Гомер узнал о существовании Общества защиты императора, основанного Кан Ювэем. Ему удалось связаться с калифорнийскими представителями общества и убедить их, что он является компетентным экспертом по военным вопросам. Кроме того, представители китайских реформаторов ошибочно посчитали его родственником полководца Конфедерации Роберта Ли, а Гомер не стал их разубеждать. Представитель Кан Ювэя — его ученик Лян Цичао — принял Г. Ли в ряды Общества и пообещал дать генеральское звание в предстоящей войне за возвращение престола императору Гуансюй. В Японии Гомер Ли впервые встретился с Сунь Ятсеном.
В 1900 году Гомер Ли в первый раз отправился в Китай, когда там бушевало Восстание ихэтуаней. Ему было присвоено звание генерал-лейтенанта вооружённых сил Общества защиты императора, но в боевых действиях не участвовал, в основном занимаясь обучением добровольцев из крестьян. Вскоре вооружённые силы Общества под командованием Тан Цайчана были разгромлены военными силами империи Цин, и в 1901 году Г. Ли вернулся в Калифорнию.
В США Г. Ли продолжил сотрудничество с Обществом защиты императора, предложив план подготовки китайских военных кадров в Америке. С 1904 года он начал создание сети военных училищ (всего их было около 20 в разных городах), в которых прошли подготовку около 15 000 китайских эмигрантов. Курсанты были одеты в форму, копирующую образцы США, за исключением того, что американские орлы на пуговицах и кокардах были заменены на драконов. Инструкторами в школах были отставные американские военнослужащие. Тем не менее, размах предприятия был таков, что вызвал ряд конфликтов на уровне штатов, где располагались военные школы, и даже опасения федерального правительства. Это побудило Кан Ювэя разорвать все отношения с Г. Ли, в свою очередь, генерал обвинил лидера реформаторов в коррупции, и в том, что материальное благополучие он ценит выше дела реформы.
После разрыва с Кан Ювэем в 1908 году Гомер Ли попытался продолжить карьеру, связанную с Китаем. Он безуспешно попытался стать торговым представителем США в Китае при администрации Рузвельта, а в 1909 году неудачно претендовал на должность американского посла в Китае в администрации Тафта.
В 1908 году Гомер Ли предложил авантюрный «План красного дракона»: создание революционной организации с целью организации заговора в провинциях Гуандун и Гуанси. Этот план был предложен известному бизнесмену и филантропу Жун Хуну, который собирался создать единый фронт различных политических организаций Южного Китая и тайных обществ для свержения маньчжурской династии. Единой революционной армией должен был командовать Г. Ли, Жун Хун должен был стать главой нового революционного правительства. Кроме того, Г. Ли собирался получить большие экономические уступки для США. В конце 1909 года в США прибыл Сунь Ятсен. Жун Хун убедил его, что можно использовать Г. Ли и «План красного дракона» в общем плане революционной борьбы. После личного знакомства Гомер Ли стал одним из самых доверенных советников Сунь Ятсена. Однако добиться финансирования плана в полном объёме не удалось, а после неудачного выступления в марте 1911 года заговор провалился. Влияние Г. Ли на Сунь Ятсена, однако, только возросло.
Во время начала Учанского восстания, в октябре 1911 года, Сунь Ятсен находился в США; там же он получил известие, что избран временным президентом провозглашённой Китайской республики. Гомер Ли немедленно получил приглашение участвовать в поддержке дела революции, став представителем Сунь Ятсена в правительствах США и Великобритании. Г. Ли верил, что ему удастся создать прочный «Англосаксонский союз» с Китаем, который бы наделил Британию и США особыми полномочиями. Тогда он находился в Висбадене, в Германии, на лечении: у него резко ухудшилось зрение. Тем не менее, он срочно выехал в Лондон на встречу с Сунь Ятсеном. Однако планируемой поддержки получить не удалось, зато удалось добиться невмешательства западных держав во внутренние дела Китая. Из Британии Сунь и Ли вместе отплыли в Китай. По пути Сунь Ятсен объявил о планах сделать Г. Ли начальником штаба революционной армии Китая, имеющим полномочия вести переговоры с имперским правительством. Однако уже в Шанхае в декабре 1911 года Г. Ли получил запрет Госдепартамента на занятие этой должности. Китайские революционные деятели тоже не были в восторге от влияния американца на лидера революции. Г. Ли оставался неофициальным советником Сунь Ятсена. В начале февраля 1912 года полученные известия об отказе Сунь Ятсена от полномочий президента спровоцировали у Г. Ли обширный инсульт. Ослепший и частично парализованный, Г. Ли навсегда покинул Китай и вернулся в США.

## Кончина. Память
Гомер Ли вернулся в Калифорнию в мае 1912 года, и поселился с женой в доме в Оушен-Парке в Санта-Монике. Он надеялся восстановить здоровье и вернуться в Китай, однако в конце октября 1912 года последовал повторный инсульт, от которого Г. Ли скончался, не дожив двух недель до своего 36-летия. Его последней волей было упокоиться в Китае. Тело его было кремировано, но только в 1969 году останки Г. Ли и его жены Этель (урождённой Брайант) были перевезены на Тайвань и преданы земле в Тайбэе на кладбище Янминшань. В церемонии принимал участие президент Чан Кайши, в своей речи он заявил, что погребение Ли на Тайване является временным, пока его останки не будут перемещены в Нанкин в Мавзолей Сунь Ятсена, но это возможно только после воссоединения Тайваня и материкового Китая.
В 1984 и 2010 годах в США выходили научные биографии Г. Ли, основанные на оставшихся в архивах исторических материалах. В российской историографии его личность практически неизвестна.
В вышедшем в 2011 году на экраны художественном фильме «Падение последней империи» (производство КНР и Гонконга), Гомера Ли играл Майкл Лэсидония (Michael Lacidonia).

## Гомер Ли — публицист
За всю жизнь Г. Ли опубликовал три книги и четыре статьи. Первая опубликованная его книга — «Киноварный карандаш» (The Vermilion Pencil, 1906). При написании этой книги он познакомился со своей будущей женой, которая работала у него стенографисткой. Это был любовный роман, главная сюжетная линия включала романтические отношения французского миссионера и молодой жены китайского наместника, а также последовавшее из-за этого революционное восстание. Изначально Г. Ли хотел назвать книгу The Ling Chee (разновидность китайской казни — расчленение), но издатель настоял на смене заглавия. Осенью 1907 года Ли вёл переговоры с театром Бёрбанка об инсценировке романа, но в итоге ничего не вышло, однако в 1922 году актёр и продюсер японского происхождения Сэссю Хаякава осуществил голливудскую немую экранизацию книги, режиссёр — Норман Дон.
Вторая книга Г. Ли — «Бесстрашие невежества» (The Valor of Ignorance, 1909) — рассматривала возможный сценарий американо-японской войны, и ныне признаётся едва ли не пророческой. В книге были даже приведены карты вероятного театра военных действий в Калифорнии и на Филиппинах, а на фронтисписе была помещена фотография Г. Ли в мундире генерала Общества защиты императора со звездой ордена, присуждённого ему Кан Ювэем. Значение книги было оценено после нападения на Пёрл-Харбор, описанного Г. Ли как главный сценарий начала войны, в 1942 году книга была переиздана, и её весьма ценил Дуглас Макартур, использовав некоторые материалы Ли при организации захвата Филиппин. Пристальное внимание книге уделяли и японские военные того же времени, был выполнен перевод на японский язык.
Последняя опубликованная книга Г. Ли называлась «День саксов» (The Day of the Saxon, 1912) и была посвящена Британской империи и делам Европы. Он предсказывал распад Британской империи, а также писал об угрозе, которую представляет для англосаксонской расы немецкий (тевтонский) и русский экспансионизм. Его сценарий предусматривал нападение России на Индию, а Германии на Англию. Эта книга демонстрирует сильное влияние на Г. Ли доктрины социал-дарвинизма. Китай в его доктрине был ключевым союзником англосаксов (Британии и США) в борьбе против германской, славянской и азиатских рас. Г. Ли собирался написать четвёртую книгу — «Роение славян» (The Swarming of the Slavs), в которой рассматривал противостояние Британии и США с Россией, угрожающей, с его точки зрения, интересам как Китая, так и Соединённых Штатов.

## Труды Г. Ли
- The Vermilion Pencil: A Romance of China. — New York: McClure, 1908.
- The Valor of Ignorance. — New York & London: Harper and Brothers, 1909.
- The Day of the Saxon. — New York & London: Harper and Brothers, 1912.